# Vela nos Jogos Olímpicos de Verão de 1984 - Flying Dutchman
As provas da classe Flying Dutchman da vela nos Jogos Olímpicos de Verão de 1984 ocorreram entre 31 de julho e 8 de agosto daquele ano em Long Beach, no condado de Los Angeles, nos Estados Unidos. O programa compunha sete regatas. Para esta classe, houve 34 velejadores de 17 nações inscritas.

## Medalhistas
A dupla estadunidense Jonathan McKee e William Carl Buchan finalizou a competição em primeiro lugar, tendo vencido duas das sete regatas, e conquistou a medalha de ouro. A prata firmou-se com os canadenses Terry McLaughlin e Evert Bastet. Por fim, a medalha de bronze ficou com Jonathan Richards e Peter Allam, da Grã-Bretanha.
|  | USA Estados Unidos                 |  | CAN Canadá                    |  | GBR Grã-Bretanha              |
|  | Jonathan McKee William Carl Buchan |  | Terry McLaughlin Evert Bastet |  | Jonathan Richards Peter Allam |

## Resultados
Estes foram os resultados da competição:
| Pos.              | Tripulação                                   | Regata I | Regata I | Regata II | Regata II | Regata III | Regata III | Regata IV | Regata IV | Regata V | Regata V | Regata VI | Regata VI | Regata VII | Regata VII | Total de pontos | Total -1 |
| Pos.              | Tripulação                                   | Pts.     | Pos.     | Pts.      | Pos.      | Pts.       | Pos.       | Pts.      | Pos.      | Pts.     | Pos.     | Pts.      | Pos.      | Pts.       | Pos.       | Total de pontos | Total -1 |
| ----------------- | -------------------------------------------- | -------- | -------- | --------- | --------- | ---------- | ---------- | --------- | --------- | -------- | -------- | --------- | --------- | ---------- | ---------- | --------------- | -------- |
| Medalha de ouro   | USA Jonathan McKee William Carl Buchan       | 2        | 3.0      | 1         | 0.0       | 2          | 3.0        | 3         | 5.7       | 1        | 0.0      | 4         | 8.0       | 6          | 11.7       | 31.4            | 19.7     |
| Medalha de prata  | CAN Terry McLaughlin Evert Bastet            | 3        | 5.7      | 2         | 3.0       | 1          | 0.0        | 1         | 0.0       | 8        | 14.0     | 1         | 0.0       | 8          | 14.0       | 36.7            | 22.7     |
| Medalha de bronze | GBR Jonathan Richards Peter Allam            | 11       | 17.0     | 3         | 5.7       | 5          | 10.0       | 4         | 8.0       | 4        | 8.0      | 8         | 14.0      | 2          | 3.0        | 65.7            | 48.7     |
| 4                 | DEN Jørgen Bojsen-Møller Jacob Bojsen-Møller | 1        | 0.0      | 6         | 11.7      | 8          | 14.0       | 8         | 14.0      | 7        | 13.0     | 3         | 5.7       | 4          | 8.0        | 66.4            | 52.4     |
| 5                 | FRG Jörg Diesch Eckart Diesch                | DSQ      | 24.0     | 12        | 18.0      | 4          | 8.0        | 2         | 3.0       | 10       | 16.0     | 6         | 11.7      | 1          | 0.0        | 80.7            | 56.7     |
| 6                 | BRA Alan Adler Marcus Temke                  | 5        | 10.0     | PMS       | 24.0      | 13         | 19.0       | 6         | 11.7      | 2        | 3.0      | 2         | 3.0       | 9          | 15.0       | 85.7            | 61.7     |
| 7                 | ITA Mario Celon Claudio Celon                | 10       | 16.0     | 8         | 14.0      | 15         | 21.0       | 9         | 15.0      | 5        | 10.0     | 12        | 18.0      | 3          | 5.7        | 99.7            | 78.7     |
| 8                 | ISR Yoel Sela Eldad Amir                     | 8        | 14.0     | 11        | 17.0      | 3          | 5.7        | 7         | 13.0      | 3        | 5.7      | DSQ       | 24.0      | DSQ        | 24.0       | 103.4           | 79.4     |
| 9                 | SWE Bengt Hagander Magnus Kjell              | 9        | 15.0     | 7         | 13.0      | 11         | 17.0       | 5         | 10.0      | 9        | 15.0     | 11        | 17.0      | 13         | 19.0       | 106.0           | 87.0     |
| 10                | NZL David Mackay Luke Carter                 | 7        | 13.0     | 15        | 21.0      | 10         | 16.0       | 16        | 22.0      | 12       | 18.0     | 7         | 13.0      | 5          | 10.0       | 113.0           | 91.0     |
| 11                | ESP Alejandro Abascal Miguel Noguer          | 6        | 11.7     | 9         | 15.0      | 14         | 20.0       | 11        | 17.0      | 16       | 22.0     | 9         | 15.0      | 7          | 13.0       | 113.7           | 91.7     |
| 12                | FRA Laurent Couraire-Delage Thierry Poirey   | 4        | 8.0      | 10        | 16.0      | 9          | 15.0       | 15        | 21.0      | 11       | 17.0     | 13        | 19.0      | 12         | 18.0       | 114.0           | 93.0     |
| 13                | SUI Rainer Fröhlich Bertrand Cardis          | DSQ      | 24.0     | 13        | 19.0      | 7          | 13.0       | 10        | 16.0      | 13       | 19.0     | 5         | 10.0      | 14         | 20.0       | 121.0           | 97.0     |
| 14                | JPN Saburo Sato Tatsuya Wakinaga             | 14       | 20.0     | 5         | 10.0      | 6          | 11.7       | 12        | 18.0      | 14       | 20.0     | 14        | 20.0      | 15         | 21.0       | 120.7           | 99.7     |
| 15                | AUS Jamie Wilmot James Cook                  | 12       | 18.0     | 14        | 20.0      | 12         | 18.0       | 14        | 20.0      | 6        | 11.7     | 10        | 16.0      | 10         | 16.0       | 119.7           | 99.7     |
| 16                | AUT Gerhard Panuschka Manfred Panuschka      | 13       | 19.0     | 4         | 8.0       | 16         | 22.0       | 13        | 19.0      | 15       | 21.0     | 15        | 21.0      | 11         | 17.0       | 127.0           | 105.0    |
| 17                | MEX Guillermo Tapia Arnoldo Rábago           | 15       | 21.0     | 16        | 22.0      | 17         | 23.0       | DNF       | 24.0      | 17       | 23.0     | 16        | 22.0      | 16         | 22.0       | 157.0           | 133.0    |

### Classificação diária

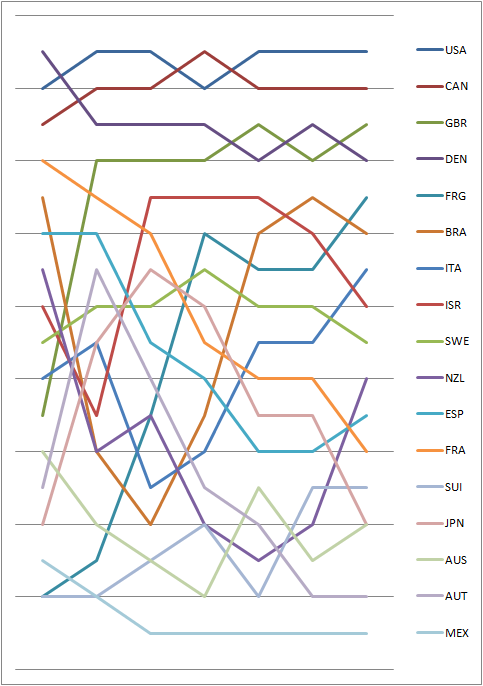
Gráfico mostrando a classificação diária na classe.